# Estate romana
L'Estate Romana è una celebre manifestazione culturale organizzata dal comune di Roma in diversi luoghi monumentali della capitale a partire dal 1977. Tale progetto ebbe vita durante le giunte di sinistra di Giulio Carlo Argan e Luigi Petroselli, sotto la guida dell'architetto Renato Nicolini, all'epoca assessore alla Cultura.
L'allestimento di grandi eventi cinematografici, teatrali e musicali nel centro storico di una grande città ottiene sin dalla prima edizione un grandissimo successo, tanto da trasformarsi in fenomeno di costume: negli anni ottanta gli eventi dell'Estate Romana vengono emulati in numerose città, stimolando un dibattito culturale internazionale sulle modalità di intervento delle amministrazioni pubbliche nella promozione di eventi culturali destinati al grande pubblico.

## Origine e scopi della manifestazione
La manifestazione viene ideata dall'architetto Renato Nicolini, assessore alla cultura della giunta comunista di Giulio Carlo Argan, nell'intento di indurre i cittadini romani a usufruire degli spazi pubblici della metropoli in risposta all'emarginazione delle periferie prendendo spunto dall'enorme domanda di convivialità e richiesta di cultura, dai “nuovi bisogni” provenienti dal basso che avevano trovato espressione nell'adesione di massa (150.000 persone) al festival del proletariato giovanile (organizzato dalla rivista Re nudo) tenutosi al parco Lambro di Milano l'anno precedente. In molti quartieri della città venivano organizzati autonomamente eventi del genere che raccoglievano una grande adesione popolare. L'estate romana ruppe il diaframma dei ghetti urbani aprendo il centro storico della città alle periferie. La politica culturale promossa da Nicolini andava in controtendenza con una storica abitudine italiana di forte accentramento della cultura e di divisione classista dell'accesso al sapere, di tradizionale appannaggio delle élite.
Nel progetto di Nicolini e dei suoi collaboratori, gli spettacoli culturali all'aperto ideati per animare l'estate della capitale accoppiano musica pop e avanguardia, balletto, teatro di strada, maratone cinematografiche di film popolari e d'autore, giocando sulla contaminazione delle pratiche di "cultura alta" e "cultura bassa". La volontà di composizione delle diverse culture si dispiega anche nell'intenzione di mischiare i differenti pubblici: alle rassegne dell'Estate Romana partecipa una varietà di platee di diverse estrazioni sociali, dagli intellettuali agli studenti, dagli abitanti del centro storico alle masse popolari della periferia cittadina. Queste ultime per la prima volta sono chiamate ad essere co-destinatarie di spettacoli culturali allestiti nei luoghi storici del centro della città. 
L'essenza del progetto risiede proprio nel coinvolgimento del vasto pubblico agli eventi: la trasformazione della platea da semplice spettatrice a reale protagonista dello spettacolo diviene parte integrante della rassegna. Le poliedriche manifestazioni dell'Estate Romana conferiscono al pubblico, o meglio ai diversi pubblici, il compito di divenire gli interpreti di una nuova modalità di utilizzo della cultura e dello spazio urbano che si sviluppa in diversi percorsi di fruizione e divertimento.
La manifestazione fa il suo esordio con alcuni spettacoli cinematografici presso la Basilica di Massenzio organizzati dal comune in collaborazione con alcuni cineclub della capitale. Lo schermo di Massenzio si accende il 25 agosto 1977 con la proiezione del film Senso di Luchino Visconti, di fronte ad alcune centinaia di spettatori. Nei giorni successivi l'affluenza cresce vertiginosamente: la proiezione su quattro schermi in simultanea e le prime maratone di film portano a Massenzio migliaia di spettatori entusiasti. La clamorosa risposta del pubblico alle iniziative del Comune obbliga gli organizzatori ad optare nelle estati successive per l'utilizzo di altri luoghi storici più capienti.

## Cultura alta e cultura bassa
La proposta dell'Estate Romana mette in discussione i parametri che vigilano storicamente i confini tra cultura popolare e cultura alta in Italia: il ribaltamento dei valori viene operato attraverso il coinvolgimento di pubblici diversi in grandi eventi che mischiano le categorie culturali attraverso i dispositivi di bricolage e patchwork tipici della cosiddetta postmodernità. La categoria concettuale di cui il progetto si avvale nel suo consapevole intento di abbattere gli steccati culturali tradizionali è fondata sul consumo culturale e sulle forme del desiderio collettivo. Con le sue iniziative l'Estate Romana capovolge l'accezione negativa connaturata al concetto di consumo: l'attenzione si sposta dalla fatica della produzione al piacere di consumare. Il consumo culturale, tradizionalmente considerato superfluo dai custodi della cultura alta, viene difeso dai teorici dell'effimero in virtù della sua gratuità che si oppone alle logiche economiche che sottostanno al capitalismo e del suo edonismo che si differenzia dall'omologazione culturale del socialismo reale.
Il successo della formula dell'Estate Romana e di alcune delle iniziative che ad essa si ispirano si fonda sul riconoscimento del mutato approccio della società italiana nei riguardi del consumo culturale. L'epoca in cui si colloca l'avventura dei "massenzienti" è segnata dalla fine della possibilità di interpretazioni organiche della società da parte dei suoi membri e da una sorta di punto di arrivo dello sgretolamento dei valori tradizionali. Il periodo che intercorre tra la metà degli anni settanta e i primi anni Ottanta attraversa una fase di ridefinizione degli ideali, siano essi quelli marxisti del risveglio delle masse in vista della trasformazione radicale del sistema, siano quelli cattolici della famiglia, della religione, della moralità. Le nuove forme aggregative e culturali che emergono in Italia alla fine degli anni Settanta si inseriscono all'interno di una pluralità confusa, contraddittoria, disomogenea di volontà, di valori, di espressioni culturali. La crisi delle ideologie e la trasformazione del corpo sociale preparano il terreno per una complessiva ricollocazione dei tradizionali punti di riferimento: i vecchi valori appaiono improvvisamente obsoleti e incapaci di fornire adeguati modelli identitari e interpretativi della società.
La risposta formulata da Nicolini e dai suoi collaboratori all'avvenuta impossibilità di riduzione a schemi organici del sistema sociale intende proporre a un'aggregazione massificata e trasversale grandi eventi culturali privati della tradizionale "aura" che in passato contraddistingueva le espressioni della cultura alta. Il profilo all'apparenza "leggero" delle manifestazioni romane contiene in sé la ricerca di una dimensione politica alternativa in grado di conseguire "non tanto la prefigurazione di un avvenire ipotetico possibile, la formulazione di modelli di società virtuosa, ma la capacità di scegliere quegli elementi che sono in grado di produrre movimento, di formulare nuove ipotesi, di rinnovare la cultura e la politica stessa" (Renato Nicolini, intervento alla tavola rotonda L'effimero e la cultura di massa, 1982).

## Il successo e il dibattito sull'effimero

Performance di Allen Ginsberg e Peter Orlovsky al Festival internazionale dei poeti sulla spiaggia di Castel Porziano, 1979

L'idea di portare eventi culturali "difficili" al grande pubblico ottiene una vastissima eco ed è all'origine di un fenomeno culturale che viene studiato e imitato da molte altre amministrazioni comunali in Italia ed all'estero. La stagione della divulgazione culturale di massa dà vita a un dibattito che si sviluppa attorno alla categoria dell'effimero, termine che indica la partecipazione diretta degli enti locali all'organizzazione di grandi eventi culturali nelle città. Il termine assume connotati spregiativi da parte dei suoi detrattori quando viene contrapposto ai cosiddetti interventi strutturali degli enti locali: interventi pubblici che non si limitano alla creazione di eventi transitori dall'elevato contenuto spettacolare e aggregativo ma vanno ad operare per il miglioramento delle infrastrutture cittadine.
La vasta affluenza e le diverse modalità di fruizione da parte del pubblico delle iniziative culturali studiate dalla giunta capitolina stupiscono gli stessi organizzatori. L'Estate Romana e le altre rassegne organizzate dagli enti locali in giro per l'Italia contribuiscono a far emergere nuovi fattori di analisi sociale: la realtà italiana della fine degli anni Settanta è in piena trasformazione, ma le verifiche del cambiamento sono spesso occultate dalle urgenze della cronaca che rendono faticoso l'aggiornamento dei vecchi schemi interpretativi. La mutazione sociale si può invece avvertire attraverso lo studio del cambiamento del consumo, e proprio l'Estate Romana mette in grande evidenza la trasformazione dei costumi culturali del paese: l'effetto delle rivolte giovanili e della stagione della partecipazione politica che prende il via nel 1968 e prosegue per tutti gli anni '70 trasmette anche negli strati sociali un tempo esclusi dai consumi culturali d'élite un bisogno diffuso che non viene colmato né dalla televisione né dall'offerta culturale tradizionale.
A questo bisogno di cultura si sovrappone un corrispondente desiderio di socializzazione; da parte di larghe fasce di pubblico, in particolar modo giovanile, emerge la forte esigenza di recuperare il piacere dell'aggregazione di massa. Una voglia di socialità messa in discussione dall'assenza di offerte culturali di massa, di luoghi di ritrovo nei quali la cultura sia anche partecipata, da una visione “lavorista” della vita che non concede spazio a momenti ludici o ritiene dispersiva la fruizione di cultura. Inoltre, dall'Estate Romana viene a galla la richiesta da parte di larghi strati metropolitani di poter fruire di spettacoli culturali non rigidamente sottoposti ai dettami del consumo commerciale. Gli alti costi dei concerti musicali in più di un'occasione avevano provocato dure contestazioni: ciò spiega il grande successo delle rassegne di poesia, musica popolare e teatro sperimentale.
Ancor più sorprendente è l'affermazione delle rassegne cinematografiche di Massenzio, che nella loro programmatica libertà da ogni pregresso schematismo si caratterizzano per il rifiuto del mainstream e per la sperimentazione della messa in scena di nuovi parametri di gusto e di critica: si tratta di un fenomeno in controtendenza con la profonda crisi dei cinema e lo stato di malessere attraversato dai cineclub. Dalle rassegne cinematografiche estive della capitale si segnala l'esistenza di un'ampia porzione di spettatori alla ricerca di nuove formule di fruizione del cinema d'essai.

## La moda dell'effimeroe le emulazioni fallite
Le modalità di intervento che si ispirano alla moda dell'"effimero", però, non sempre vengono messe in atto dagli enti pubblici con la dovuta attenzione alla qualità complessiva della proposta. In molti casi, infatti, le nuove manifestazioni culturali si trasformano in ribalte degli assessorati promotori, oppure affogano in parate di valore culturale nullo che rasentano lo sperpero di denaro pubblico. Al contrario, la validità del progetto romano, oltre a una forte componente di qualità e di innovazione nella proposta culturale, porta con sé anche la caratteristica di un progetto di lungo periodo: in esso, infatti, si esplica la volontà da parte di una pubblica amministrazione di combattere l'emarginazione sociale ed il bisogno di consumo culturale espresso da nuovi settori di pubblico un tempo esclusi dai ristretti club deputati alla diffusione della cultura.
In numerose circostanze, invece, la grandeur culturale delle pubbliche amministrazioni non è in grado né di coinvolgere le fasce più emarginate della popolazione nella fruizione di prodotti culturali, né di garantire quella ricerca e indicazione di una nuova definizione del gusto che aveva fatto della manifestazione capitolina un'operazione al contempo elitaria e di enorme successo popolare. Spesso, inoltre, l'emulazione delle iniziative dell'Estate Romana in giro per l'Italia non è nemmeno in grado di garantire la continuità di tali eventi, ossia la capacità di questi progetti di radicarsi nel territorio cittadino. La mancanza di continuità dei progetti impedisce la trasformazione di molte manifestazioni da semplici e fuggevoli momenti di evasione a vera e propria politica culturale condotta dalle amministrazioni pubbliche per costituire una seria politica di cambiamento dell'offerta culturale esistente. Pochi anni più tardi, verso la metà degli anni ottanta, molte amministrazioni pubbliche tornano a ridurre la propria partecipazione negli eventi culturali, causando la fine di numerose manifestazioni e segnando la chiusura di una stagione di grande disponibilità delle pubbliche amministrazioni a finanziare iniziative culturali rivolte al vasto pubblico.

## Critiche
La proposta dell'Estate Romana, festosa ed esuberante, colpisce i vecchi parametri della divulgazione della cultura in Italia. La politica culturale del "dada per le masse" (definizione di Giulio Carlo Argan), infatti, mette in discussione la sacralità dell'arte ma anche e soprattutto la serietà della sua fruizione: si nega la pretesa che l'unico modo per usufruire degnamente dei prodotti della cultura sia quello, un po' ascetico, della visione meditata e silenziosa in contesti raccolti, magari con l'ausilio di guide che vigilano sulla corretta fruizione delle opere. L'approccio massenziente, invece, sposa le modalità "triviali" tipiche della cultura di massa e dell'entertainment industriale avanzato sovvertendole dall'interno con un continuo mescolamento dei prodotti culturali offerti al pubblico. Una proposta di questo genere attira su di sé le ire di molti intellettuali che avvertono come sia messo in discussione il proprio ruolo di arbitri della qualità e del gusto, tanto che nei primi anni le proposte di Massenzio vengono da più parti additate come arte-spazzatura e facile spettacolo.
Con le iniziative dell'Estate Romana, le amministrazioni pubbliche iniziano a misurarsi, per la prima volta in Italia, con un ruolo d'avanguardia nel raccordare cultura di massa e politica. Questo approccio innovativo da parte degli enti locali si distanzia dalla tradizione italiana dell'associazionismo quale veicolo privilegiato della diffusione della "cultura al popolo". Nicolini decide di affidare l'organizzazione dei grandi eventi dell'Estate Romana a svariate realtà che non appartengono all'usuale modello associazionistico-corporativo e che attingono le proprie ispirazioni dai nuovi stimoli culturali che il movimento degli studenti sta apportando proprio in quegli anni all'asfittico panorama culturale italiano. La scelta di Nicolini scatena così la gelosia delle organizzazioni istituzionali deputate alla trasmissione della cultura che si sentono improvvisamente scavalcate dai teatrini off, dai cineclub, dagli organizzatori dei concerti rock e jazz e dai fumettari che divengono i depositari incaricati di diffondere il sapere alle masse.
Molte critiche provengono anche dagli ambienti conservatori. Numerosi eventi dell'Estate Romana appaiono provocatori al limite della blasfemia; di fatto, però, più che per il contenuto licenzioso allarmano per il significato di messa in discussione dei dispositivi politico-culturali della tradizione nazionale. Gli attacchi cui sono sottoposte l'Estate Romana e la politica dell'effimero culturale sono dunque di vario tipo: dalle accuse di sperpero di risorse pubbliche in iniziative che difettano di continuità strutturale a quelle di "destoricizzazione della proposta contenutistica", sino all'insinuazione che le proposte dell'assessorato alla cultura abbiano unicamente volontà di accaparrare consensi elettorali. Ma il successo di tale esperimento dimostra che i tempi sono maturi per un'operazione in grado di svecchiare alcuni parametri culturali italiani che iniziano ad apparire consunti dall'usura.